# Lagney
Lagney – miejscowość i gmina we Francji, w regionie Grand Est, w departamencie Meurthe i Mozela.
Według danych na rok 1990 gminę zamieszkiwało 418 osób, a gęstość zaludnienia wynosiła 29 osób/km² (wśród 2335 gmin Lotaryngii Lagney plasuje się na 648. miejscu pod względem liczby ludności, natomiast pod względem powierzchni na miejscu 364.).